# Pensacola - Squadra speciale Top Gun
Pensacola - Squadra speciale Top Gun (Pensacola: Wings of Gold) è una serie televisiva statunitense in 66 episodi trasmessi per la prima volta nel corso di 3 stagioni dal 1997 al 2000.
È una serie d'azione incentrata sulle vicende di un team della base aerea di Pensacola addestrato dal tenente colonnello Bill Raider Kelly.

## Personaggi e interpreti

### Personaggi principali
- Tenente Colonnello Bill Kelly (66 episodi, 1997-2000), interpretato da James Brolin.
- Hammer (44 episodi, 1998-2000), interpretato da Bobby Hosea.
- Spoon (44 episodi, 1998-2000), interpretato da Michael Trucco.
- Ice (44 episodi, 1998-2000), interpretata da Sandra Hess.
- Kate (43 episodi, 1998-2000), interpretata da Barbara Niven.
- Burner (27 episodi, 1998-2000), interpretato da Kenny Johnson.
- Chaser (22 episodi, 1997-1998), interpretato da Rodney Rowland.
- Stinger (22 episodi, 1997-1998), interpretata da Kathryn Morris.
- Cipher (22 episodi, 1997-1998), interpretato da Rodney Van Johnson.
- Buddha (22 episodi, 1997-1998), interpretato da Salvator Xuereb.
- Capone (22 episodi, 1999-2000), interpretato da David Quane.
- Janine Kelly (22 episodi, 1997-1998), interpretata da Kristanna Loken.
- Mad Dog (22 episodi, 1999-2000), interpretata da Felicity Waterman.

### Personaggi secondari
- Colonnello Rebecca Hodges (12 episodi, 1997-1998), interpretata da Brynn Thayer.
- Psycho (11 episodi, 1998-1999), interpretato da Brent Huff.
- Dottor Valerie West (10 episodi, 1997-1998), interpretata da Leslie Hardy.
- Caporale Martinez (9 episodi, 1998-1999), interpretato da Israel Juarbe.
- Teri (9 episodi, 1998-2000), interpretata da Ali Landry.
- Colonnello Drayton (7 episodi, 1998-2000), interpretato da Marshall R. Teague.
- Swamp (6 episodi, 1999), interpretato da Christopher Wiehl.
- Tucker Henry II (5 episodi, 1998-1999), interpretato da Ben Masters.

## Produzione
La serie, ideata da William Blinn, fu prodotta da Laurence Frank, Nan Hagan, Perry Husman e Jeff Wald e girata nella Miramar Naval Air Station a San Diego in California. Le musiche furono composte da Jonathan Elias e John R. Graham.

### Registi
Tra i registi sono accreditati:
- Peter Ellis in 10 episodi (1997-1999)
- James Brolin in 10 episodi (1998-2000)
- Sidney J. Furie in 8 episodi (1998-2000)
- Charles Siebert in 5 episodi (1997-1999)
- Stewart Raffill in 4 episodi (1999-2000)
- Bill Corcoran in 3 episodi (1998-1999)
- Ronald Víctor García in 2 episodi (1998)
- Tom Jewett in 2 episodi (1999-2000)
- Gus Trikonis in 2 episodi (1999-2000)
- Carl Weathers in 2 episodi (1999-2000)

### Sceneggiatori
Tra gli sceneggiatori sono accreditati:
- William Blinn in 64 episodi (1997-2000)
- Jacqueline Zambrano in 42 episodi (1998-2000)
- Jim Macak in 7 episodi (1997-1999)
- Raymond Hartung in 5 episodi (1998-1999)
- Morgan Gendel in 4 episodi (1997-1998)
- Laurence Frank in 4 episodi (1998-1999)
- Darrell Fetty in 4 episodi (1999-2000)
- Elliot Stern in 4 episodi (1999-2000)
- Nan Hagan in 3 episodi (1997-1998)
- Robert Gandt in 3 episodi (1998-1999)
- Harold Apter in 3 episodi (1999-2000)
- Richard Maxwell in 3 episodi (1999-2000)
- Jodie Lewis in 2 episodi (1997-1998)
- Patricia Rust in 2 episodi (1997-1998)
- Chip Proser in 2 episodi (1998)
- David H. Balkan in 2 episodi (1999-2000)
- Burt Prelutsky in 2 episodi (1999-2000)
- Jerry Broeckert in 2 episodi (1999)
- Gallatin Warfield in 2 episodi (2000)

## Distribuzione
La serie fu trasmessa negli Stati Uniti dal 13 settembre 1997 al 20 maggio 2000  in syndication. In Italia è stata trasmessa su Italia 1 con il titolo Pensacola - Squadra speciale Top Gun.
Alcune delle uscite internazionali sono state:
- negli Stati Uniti il 13 settembre 1997 (Pensacola: Wings of Gold)
- in Portogallo il 14 marzo 1998
- in Francia il 6 settembre 1998 (Pensacola)
- in Svezia il 26 settembre 1999
- in Finlandia (Kultaiset siivet)
- in Ungheria (Pensacola - A név kötelez)
- in Germania (Pensacola - Flügel aus Stahl)
- in Italia (Pensacola - Squadra speciale Top Gun)

## Episodi
| Stagione         | Episodi | Prima TV USA |
| ---------------- | ------- | ------------ |
| Prima stagione   | 22      | 1997-1998    |
| Seconda stagione | 22      | 1998-1999    |
| Terza stagione   | 22      | 1999-2000    |